# Neotragocerus
Il neotragocero (gen. Neotragocerus) è un mammifero artiodattilo estinto, appartenente ai bovidi. Visse tra il Miocene superiore e il Pleistocene inferiore (circa 7 - 1,8 milioni di anni fa) e i suoi resti fossili sono stati ritrovati in Nordamerica.

## Descrizione
Questo animale doveva essere simile a un camoscio dalla corporatura straordinariamente massiccia. Era caratterizzato da cavicchi ossei delle corna dritti, massicci e conici, dalla sezione ovale arrotondata. Questi cavicchi erano piuttosto simili a un bovide asiatico noto come Pachygazella, ma non erano incurvati all'indietro come in quest'ultima forma. I molari di Neotragocerus erano brachidonti, simili a quelli delle antilopi.

## Classificazione
Neotragocerus venne descritto per la prima volta nel 1909, sulla base di resti fossili ritrovati nella contea di Sioux in Nebraska in terreni della fine del Miocene; la specie tipo è Neotragocerus improvisus; l'epiteto specifico si riferisce al fatto che il fossile era il primo resto attribuibile ai bovidi nel Cenozoico nordamericano. Successivamente è stata descritta un'altra specie più recente, N. lindgreni, proveniente da terreni del Pleistocene inferiore della contea di Ada in Idaho.
Non è chiaro a quale gruppo di bovidi appartenesse Neotragocerus; nonostante il nome, non era imparentato strettamente con gli europei Tragocerus (ora Tragoportax) e Miotragocerus. È probabile che Neotragocerus fosse in qualche modo imparentato con i camosci e i goral, ed è possibile che sia il risultato di un'immigrazione nel Nordamerica proveniente dall'Asia nel corso della fine del Miocene. È inoltre possibile che Neotragocerus fosse imparentato con l'attuale nilgau (Boselaphus tragocamelus).